# Cratere Ramsden
Ramsden è un cratere lunare di 25,11 km situato nella parte sud-occidentale della faccia visibile della Luna.